# Eurostar
Eurostar je vlak velikih brzina koji zajednički posjeduju i pogone Francuske željeznice i Željeznice Velike Britanije.

## Eurotunel
Vlak prometuje na kopnu (Francuska i Velika Britanija) i povezuje ih tunelom, koji je prokopan ispod kanala La Manche.

## Konstrukcija
Posebnost konstrukcije je ta, jer je vlak posjeduje dvije identične polovice, koje se mogu u slučaju nezgode u tunelu ili bilo gdje drugdje razdvojiti i nastaviti samostalno prometovati.

## Napajanje
Zbog toga što putuje u dvije države, vlak podržava tri sasvim različita sustava napajanja željezničkom električnom energijom. U početku se koristio i sustav napajanja preko treće šine, koristeći kontakt s gornje strane. Nakon modernizacije i izgradnje posebne željezničke mreže u Velikoj Britaniji, danas se za napajanje koristi isključivo zračni električni vod, na cijeloj dužini putovanja vlaka.

## Imenjak
Italija također posjeduje pravo na marketinško ime "Eurostar". Dobili su ga od prozvođača kamiona. Eurostar koji prometuje pod tim imenom je ustvari vlak velike brzine sastavljen od vagona tipa Pendolino i nema nikakve veze s CTRL (tunnel rail link), koji se asocira s Eurostarom.

## Vanjske poveznice
- Službena stranica